# Jean-François Aubry
 (avril 2022).
Pour les articles homonymes, voir Aubry.
Jean-François Aubry est un physicien français né le 5 mai 1973, directeur de recherche au CNRS. Il est directeur scientifique du centre d’excellence parisien de la Focused Ultrasound Foundation hébergé à l'ESPCI Paris. Il est spécialiste de thérapie par ultrasons.

## Biographie
Jean-François Aubry est élève de l'École normale supérieure Paris-Saclay de 1994 à 1998, puis il réalise un DEA de Champs, Particules et Matière et une thèse de doctorat intitulée Focalisation ultrasonore adaptative : application à l’échographie du cerveau et à la thérapie des tumeurs cérébrales sous la direction de Mathias Fink  et en 2002, à l'université Paris-VII. Il étudie l'application du concept de retournement temporel des ondes ultrasonores au traitement des tumeurs cancéreuses dans le cerveau et du concept de filtre inverse à l’imagerie ultrasonore transcrânienne. Il devient chargé de recherche au CNRS en 2002, puis directeur de recherche en 2014.
Spécialiste de focalisation adaptative, ses recherches portent notamment sur la focalisation transcrânienne pour la thérapie du cerveau et la focalisation transcostale pour la thérapie du foie.

## Travaux scientifiques

### Chirurgie non invasive du cerveau par thermoablation ultrasonore
Entre 1999 et 2015, avec Mathias Fink et Mickael Tanter, Jean-François Aubry développe une technique de focalisation des ondes basée sur le principe du retournement temporel permettant de refocaliser les ultrasons à travers la paroi du crâne, malgré les déformations du front d’onde engendré par ce dernier.  
Afin de disposer d’une énergie suffisante pour détruire des zones pathologiques du cerveau, il développe plusieurs prototypes successifs avec un nombre de transducteurs ultrasonores croissants, et une puissance croissante, notamment dans le cadre du projet Equipex ULTRABRAIN, avec le soutien de la Fondation Bettencourt-Schueller.   Ce concept est aujourd’hui utilisé en clinique pour la chirurgie extracorporelle du cerveau par ultrasons focalisés,,.

### Neuromodulation transcranienne ultrasonore
À partir de 2009, Jean-François Aubry fait partie, avec ses collègues Mickael Tanter et Pierre Pouget, des pionniers dans l’utilisation d’ultrasons pour moduler sélectivement et transitoirement l’activité cérébrale. Ces travaux démontrent que les ultrasons focalisés ont le potentiel de devenir la seule modalité permettant une modulation de l’activité cérébrale en profondeur, de façon localisée et non invasive. Le système qu’ils ont développé est dupliqué et utilisé en collaboration avec l’équipe de neuroscience cognitive de Matthew Rushworth à l’Université d’Oxford.

### La physique des ondes appliquée à la phylogénie
Les travaux de Jean-Francois Aubry sur la modélisation de la propagation d’ondes à travers des milieux complexes ont également permis d’émettre une hypothèse sur la capacité d'une espèce de grenouille (Sechellophryne gardineri) dépourvue d’oreille moyenne et de tympan à entendre des sons : la combinaison de la mise en résonance de la cavité buccale et de la conduction osseuse. Des expériences ont vérifié cette hypothèse,.

## Distinctions
- Médaille de Bronze du CNRS (2011)

- Frederic Lizzi Early Career Award of the International Society for Therapeutic Ultrasound (2011)[9]

- Président de l’International Society for Therapeutic Ultrasound (2015-2018)[10]

- Membre du Research Advisory Committee de la Focused Ultrasound Foundation (2008-présent)[11]

- Membre nommé de la Commission Scientifique Spécialisée 6 de l’INSERM (CSS6) (2015-2021)